# Liga2 2020 (Perú)
La Liga2 de Fútbol Profesional del Perú 2020, conocida como Liga2 2020, fue la edición número 68 de la Segunda División del Perú, la decimoquinta desde que se descentraliza en 2006 y la segunda bajo la denominación de Liga2. Se encontraba en duda su realización debido al aumento de casos del  COVID-19 en el Perú. Sin embargo, tras una reunión de las partes involucradas se llegó a establecer la realización del mismo, iniciando sus actividades desde fines de septiembre teniendo como única sede la ciudad de Lima.
La Federación Peruana de Fútbol (FPF) organizó y controló el desarrollo del campeonato a través de la Comisión Organizadora de Competiciones.

## Sistema de competición
Los 10 equipos jugaron en la ciudad de Lima durante 9 jornadas en el formato de todos contra todos, a partido único. Al finalizar esta fase, los 4 primeros clubes clasificarán a los play-offs, donde el primer lugar jugará ante el cuarto y el segundo ante el tercero. Los dos ganadores de ambas llaves se enfrentaron en la final, donde el ganador fue reconocido como campeón y ascendió a la Liga1 2021. Todos los partidos de play-offs se jugarán a partido único. Además, se determinó que no habrá descendidos este año 2020.

## Ascensos y descensos
| Pos. | Descendidos de Liga1 2019 |
| ---- | ------------------------- |
| 17.º | Unión Comercio            |
| 18.º | Pirata FC                 |

| Pos. | Ascendido de la Liga2 a la Liga1 |
| ---- | -------------------------------- |
| 1.º  | Cienciano                        |

| Pos. | Ascendido del Cuadrangular de ascenso 2019 a la Liga1 |
| ---- | ----------------------------------------------------- |
| 1.º  | Atlético Grau                                         |

| Pos. | Descendidos de la Liga2 2019 a la Copa Perú 2020 |
| ---- | ------------------------------------------------ |
| 10.º | Sport Loreto                                     |
| 11.º | Los Caimanes                                     |
| 12.º | Sport Victoria                                   |

| Pos. | Ascendidos del Cuadrangular de ascenso 2019 a la Liga2 |
| ---- | ------------------------------------------------------ |
| 4.º  | Sport Chavelines                                       |

## Geolocalización
| Departamento | Cantidad | Equipos                        |
| ------------ | -------- | ------------------------------ |
| Lambayeque   | 2        | Juan Aurich Pirata FC          |
| Lima         | 2        | Deportivo Coopsol Unión Huaral |
| Apurímac     | 1        | Cultural Santa Rosa            |
| Cajamarca    | 1        | Comerciantes Unidos            |
| Ica          | 1        | Santos FC                      |
| La Libertad  | 1        | Sport Chavelines               |
| Piura        | 1        | Alianza Atlético               |
| San Martín   | 1        | Unión Comercio                 |

| Santos FC Sport Chavelines Coopsol Unión Huaral Juan Aurich Pirata FC Cultural Santa Rosa Comerciantes Unidos Alianza Atlético Unión Comercio |

## Datos
| Equipo              | Entrenador         | Proveedor | Patrocinador principal |
| ------------------- | ------------------ | --------- | ---------------------- |
| Alianza Atlético    | Jahir Butrón       | Walon     | Caja Sullana           |
| Comerciantes Unidos | Carlos Díaz        | Habitez   |                        |
| Cultural Santa Rosa | Nilton Gómez       | Jogo      | Pinturas Cykron        |
| Deportivo Coopsol   | Francisco Melgar   | Walon     | Campo Mayor            |
| Juan Aurich         | José Soto          | Jave      | Tiendas EFE            |
| Pirata FC           | Carlos Cortijo     | Front     | OMA Group              |
| Santos FC           | Sergio Castellanos | Palant    | Jorge Bravo            |
| Sport Chavelines    | Gustavo Roverano   | Palant    | Elegant Show           |
| Unión Comercio      | Leonardo Morales   | Shumawa   | Corporación Chávez     |
| Unión Huaral        | Duilio Cisneros    | Loma's    |                        |

| Estadios            |                     |                          |                          |                  |                  |
|                     |                     |                          |                          |                  |                  |
| Estadio de la UNMSM | Estadio de la UNMSM | Campo N.° 2 de la Videna | Campo N.° 2 de la Videna | Alberto Gallardo | Alberto Gallardo |
|                     |                     |                          |                          |                  |                  |
| Miguel Grau         | Miguel Grau         | Monumental               | Monumental               |                  |                  |

## Tabla general

### Clasificación
| Pos. | Equipo               | Pts. | PJ | G | E | P | GF | GC | Dif. | Clasificación 2020 |
| ---- | -------------------- | ---- | -- | - | - | - | -- | -- | ---- | ------------------ |
| 1    | Unión Huaral         | 18   | 9  | 5 | 3 | 1 | 20 | 14 | +6   | Liguilla final     |
| 2    | Sport Chavelines     | 17   | 9  | 5 | 2 | 2 | 14 | 8  | +6   | Liguilla final     |
| 3    | Alianza Atlético (C) | 17   | 9  | 5 | 2 | 2 | 16 | 11 | +5   | Liguilla final     |
| 4    | Juan Aurich          | 16   | 9  | 5 | 1 | 3 | 14 | 12 | +2   | Liguilla final     |
| 5    | Pirata FC            | 15   | 9  | 4 | 3 | 2 | 15 | 10 | +5   |                    |
| 6    | Comerciantes Unidos  | 12   | 9  | 3 | 3 | 3 | 14 | 12 | +2   |                    |
| 7    | Unión Comercio       | 11   | 9  | 3 | 2 | 4 | 10 | 12 | −2   |                    |
| 8    | Deportivo Coopsol    | 8    | 9  | 2 | 2 | 5 | 5  | 10 | −5   |                    |
| 9    | Santos FC            | 6    | 9  | 1 | 3 | 5 | 14 | 20 | −6   |                    |
| 10   | Cultural Santa Rosa  | 4    | 9  | 1 | 1 | 7 | 6  | 19 | −13  |                    |

Actualizado a los partidos jugados el 18 de diciembre de 2020.
 Fuente: Soccerway
Criterios de clasificación: Puntos · Diferencia de goles · Goles a favor · Play-off

### Evolución de la clasificación general
| Equipo / Fecha      | 01 | 02 | 03 | 04 | 05 | 06 | 07 | 08 | 09 |
| ------------------- | -- | -- | -- | -- | -- | -- | -- | -- | -- |
| Unión Huaral        | 8  | 6  | 5  | 3  | 3  | 2  | 2  | 2  | 1  |
| Sport Chavelines    | 5  | 4  | 8  | 5  | 6  | 6  | 4  | 3  | 2  |
| Alianza Atlético    | 2  | 2  | 1  | 1  | 1  | 1  | 1  | 1  | 3  |
| Juan Aurich         | 1  | 1  | 2  | 2  | 5  | 3  | 6  | 4  | 4  |
| Pirata FC           | 3  | 3  | 3  | 6  | 4  | 5  | 3  | 5  | 5  |
| Comerciantes Unidos | 9  | 9  | 6  | 7  | 7  | 7  | 7  | 6  | 6  |
| Unión Comercio      | 7  | 8  | 4  | 4  | 2  | 4  | 5  | 7  | 7  |
| Deportivo Coopsol   | 10 | 7  | 9  | 10 | 10 | 8  | 9  | 9  | 8  |
| Santos FC           | 4  | 5  | 7  | 9  | 8  | 9  | 8  | 8  | 9  |
| Santa Rosa          | 6  | 10 | 10 | 8  | 9  | 10 | 10 | 10 | 10 |

## Resultados
| Fecha 1          | Fecha 1   | Fecha 1             | Fecha 1    | Fecha 1       | Fecha 1 | Fecha 1  |
| Equipo 1         | Resultado | Equipo 2            | Estadio    | Fecha         | Hora    | TV       |
| ---------------- | --------- | ------------------- | ---------- | ------------- | ------- | -------- |
| Santa Rosa       | 0 - 1     | Santos FC           | San Marcos | 27 de octubre | 10:30   | Gol Perú |
| Sport Chavelines | 1 - 0     | Unión Comercio      | San Marcos | 27 de octubre | 13:00   | Gol Perú |
| Unión Huaral     | 1 - 3     | Juan Aurich         | San Marcos | 27 de octubre | 15:30   | Gol Perú |
| Pirata FC        | 2 - 0     | Comerciantes Unidos | Videna     | 28 de octubre | 11:00   | Gol Perú |
| Alianza Atlético | 2 - 0     | Deportivo Coopsol   | Videna     | 28 de octubre | 15:30   | Gol Perú |

| Fecha 2          | Fecha 2   | Fecha 2             | Fecha 2    | Fecha 2        | Fecha 2 | Fecha 2  |
| Equipo 1         | Resultado | Equipo 2            | Estadio    | Fecha          | Hora    | TV       |
| ---------------- | --------- | ------------------- | ---------- | -------------- | ------- | -------- |
| Sport Chavelines | 0 - 1     | Unión Huaral        | San Marcos | 4 de noviembre | 10:30   | Gol Perú |
| Santa Rosa       | 1 - 3     | Alianza Atlético    | San Marcos | 4 de noviembre | 13:00   | Gol Perú |
| Santos FC        | 1 - 3     | Juan Aurich         | San Marcos | 4 de noviembre | 15:30   | Gol Perú |
| Pirata FC        | 0 - 1     | Deportivo Coopsol   | San Marcos | 5 de noviembre | 10:30   | Gol Perú |
| Unión Comercio   | 1 - 1     | Comerciantes Unidos | San Marcos | 5 de noviembre | 13:00   | Gol Perú |

| Fecha 3             | Fecha 3   | Fecha 3          | Fecha 3    | Fecha 3         | Fecha 3 | Fecha 3  |
| Equipo 1            | Resultado | Equipo 2         | Estadio    | Fecha           | Hora    | TV       |
| ------------------- | --------- | ---------------- | ---------- | --------------- | ------- | -------- |
| Juan Aurich         | 0 - 0     | Santa Rosa       | San Marcos | 11 de noviembre | 10:30   | Gol Perú |
| Unión Huaral        | 5 - 5     | Pirata FC        | San Marcos | 11 de noviembre | 13:00   | Gol Perú |
| Comerciantes Unidos | 3 - 2     | Santos FC        | San Marcos | 11 de noviembre | 15:30   | Gol Perú |
| Alianza Atlético    | 3 - 1     | Sport Chavelines | San Marcos | 11 de noviembre | 18:00   | Gol Perú |
| Deportivo Coopsol   | 0 - 1     | Unión Comercio   | San Marcos | 12 de noviembre | 13:15   | Gol Perú |

| Fecha 4          | Fecha 4   | Fecha 4             | Fecha 4    | Fecha 4         | Fecha 4 | Fecha 4  |
| Equipo 1         | Resultado | Equipo 2            | Estadio    | Fecha           | Hora    | TV       |
| ---------------- | --------- | ------------------- | ---------- | --------------- | ------- | -------- |
| Santa Rosa       | 1 - 0     | Comerciantes Unidos | San Marcos | 17 de noviembre | 10:30   | Gol Perú |
| Sport Chavelines | 2 - 0     | Juan Aurich         | San Marcos | 17 de noviembre | 13:00   | Gol Perú |
| Unión Huaral     | 2 - 0     | Deportivo Coopsol   | Videna     | 18 de noviembre | 11:00   | Gol Perú |
| Pirata FC        | 1 - 2     | Alianza Atlético    | San Marcos | 18 de noviembre | 13:15   | Gol Perú |
| Santos FC        | 3 - 4     | Unión Comercio      | Videna     | 18 de noviembre | 15:30   | Gol Perú |

| Fecha 5             | Fecha 5   | Fecha 5          | Fecha 5    | Fecha 5         | Fecha 5 | Fecha 5  |
| Equipo 1            | Resultado | Equipo 2         | Estadio    | Fecha           | Hora    | TV       |
| ------------------- | --------- | ---------------- | ---------- | --------------- | ------- | -------- |
| Comerciantes Unidos | 1 - 1     | Sport Chavelines | Videna     | 26 de noviembre | 10:00   | Gol Perú |
| Deportivo Coopsol   | 1 - 1     | Santos FC        | San Marcos | 26 de noviembre | 12:15   | Gol Perú |
| Juan Aurich         | 0 - 1     | Pirata FC        | Videna     | 26 de noviembre | 14:30   | Gol Perú |
| Unión Comercio      | 2 - 1     | Santa Rosa       | San Marcos | 26 de noviembre | 16:45   | Gol Perú |
| Alianza Atlético    | 0 - 0     | Unión Huaral     | San Marcos | 26 de noviembre | 19:15   | Gol Perú |

| Fecha 6           | Fecha 6   | Fecha 6             | Fecha 6    | Fecha 6        | Fecha 6 | Fecha 6  |
| Equipo 1          | Resultado | Equipo 2            | Estadio    | Fecha          | Hora    | TV       |
| ----------------- | --------- | ------------------- | ---------- | -------------- | ------- | -------- |
| Deportivo Coopsol | 0 - 0     | Comerciantes Unidos | San Marcos | 1 de diciembre | 13:00   | Gol Perú |
| Juan Aurich       | 2 - 0     | Unión Comercio      | San Marcos | 1 de diciembre | 15:30   | Gol Perú |
| Unión Huaral      | 3 - 0     | Santa Rosa          | Videna     | 2 de diciembre | 11:00   | Gol Perú |
| Pirata FC         | 1 - 1     | Sport Chavelines    | San Marcos | 2 de diciembre | 13:15   | Gol Perú |
| Alianza Atlético  | 2 - 1     | Santos FC           | Videna     | 2 de diciembre | 15:30   | Gol Perú |

| Fecha 7             | Fecha 7   | Fecha 7           | Fecha 7    | Fecha 7        | Fecha 7 | Fecha 7  |
| Equipo 1            | Resultado | Equipo 2          | Estadio    | Fecha          | Hora    | TV       |
| ------------------- | --------- | ----------------- | ---------- | -------------- | ------- | -------- |
| Santa Rosa          | 0 - 3     | Pirata FC         | Videna     | 7 de diciembre | 10:00   | Gol Perú |
| Sport Chavelines    | 1 - 0     | Deportivo Coopsol | San Marcos | 7 de diciembre | 12:15   | Gol Perú |
| Comerciantes Unidos | 5 - 1     | Juan Aurich       | Videna     | 7 de diciembre | 14:30   | Gol Perú |
| Santos FC           | 3 - 3     | Unión Huaral      | San Marcos | 7 de diciembre | 16:45   | Gol Perú |
| Unión Comercio      | 1 - 1     | Alianza Atlético  | San Marcos | 7 de diciembre | 19:15   | Gol Perú |

| Fecha 8          | Fecha 8   | Fecha 8             | Fecha 8    | Fecha 8         | Fecha 8 | Fecha 8  |
| Equipo 1         | Resultado | Equipo 2            | Estadio    | Fecha           | Hora    | TV       |
| ---------------- | --------- | ------------------- | ---------- | --------------- | ------- | -------- |
| Sport Chavelines | 4 - 1     | Santa Rosa          | Videna     | 11 de diciembre | 10:00   | Gol Perú |
| Pirata FC        | 1 - 1     | Santos FC           | San Marcos | 11 de diciembre | 12:15   | Gol Perú |
| Unión Huaral     | 2 - 1     | Unión Comercio      | Videna     | 11 de diciembre | 14:30   | Gol Perú |
| Alianza Atlético | 1 - 2     | Comerciantes Unidos | San Marcos | 11 de diciembre | 16:45   | Gol Perú |
| Juan Aurich      | 1 - 0     | Deportivo Coopsol   | San Marcos | 11 de diciembre | 19:15   | Gol Perú |

| Fecha 9             | Fecha 9   | Fecha 9          | Fecha 9          | Fecha 9         | Fecha 9 | Fecha 9           |
| Equipo 1            | Resultado | Equipo 2         | Estadio          | Fecha           | Hora    | TV                |
| ------------------- | --------- | ---------------- | ---------------- | --------------- | ------- | ----------------- |
| Deportivo Coopsol   | 3 - 2     | Santa Rosa       | Videna           | 17 de diciembre | 15:30   | Gol Perú          |
| Juan Aurich         | 4 - 2     | Alianza Atlético | Monumental       | 18 de diciembre | 13:00   | Gol Perú          |
| Comerciantes Unidos | 2 - 3     | Unión Huaral     | Miguel Grau      | 18 de diciembre | 13:00   | Movistar Deportes |
| Unión Comercio      | 0 - 1     | Pirata FC        | Videna           | 18 de diciembre | 13:00   | Movistar Plus     |
| Santos FC           | 1 - 3     | Sport Chavelines | Alberto Gallardo | 18 de diciembre | 13:00   | Movistar Eventos  |

### Tabla de resultados cruzados
| Local \ Visitante   | ALI | COM | ROS | COP | AUR | PIR | SAN | CHA | UCO | HUA |
| ------------------- | --- | --- | --- | --- | --- | --- | --- | --- | --- | --- |
| Alianza Atlético    | —   | 1–2 | —   | 2–0 | —   | —   | 2–1 | 3–1 | —   | 0–0 |
| Comerciantes Unidos | —   | —   | —   | —   | 5–1 | —   | 3–2 | 1–1 | —   | 2–3 |
| Santa Rosa          | 1–3 | 1–0 | —   | —   | —   | 0–3 | 0–1 | —   | —   | —   |
| Deportivo Coopsol   | —   | 0–0 | 3–2 | —   | —   | —   | 1–1 | —   | 0–1 | —   |
| Juan Aurich         | 4–2 | —   | 0–0 | 1–0 | —   | 0–1 | —   | —   | 2–0 | —   |
| Pirata FC           | 1–2 | 2–0 | —   | 0–1 | —   | —   | 1–1 | 1–1 | —   | —   |
| Santos FC           | —   | —   | —   | —   | 1–3 | —   | —   | 1–3 | 3–4 | 3–3 |
| Sport Chavelines    | —   | —   | 4–1 | 1–0 | 2–0 | —   | —   | —   | 1–0 | 0–1 |
| Unión Comercio      | 1–1 | 1–1 | 2–1 | —   | —   | 0–1 | —   | —   | —   | —   |
| Unión Huaral        | —   | —   | 3–0 | 2–0 | 1–3 | 5–5 | —   | —   | 2–1 | —   |

## Liguilla final

### Cuadro
|  | Semifinales | Semifinales         | Semifinales              |                          |             | Final       | Final | Final |  |
|  |             |                     |                          |                          |             |             |       |       |  |
|  |             |                     |                          |                          |             |             |       |       |  |
|  | 1           | Unión Huaral        | 3                        |                          |             |             |       |       |  |
|  | 1           | Unión Huaral        | 3                        |                          |             |             |       |       |  |
|  | 4           | Juan Aurich (t. s.) | 4                        |                          |             |             |       |       |  |
|  | 4           | Juan Aurich (t. s.) | 4                        |                          | Juan Aurich | Juan Aurich | 1     |       |  |
|  |             |                     |                          |                          | Juan Aurich | Juan Aurich | 1     |       |  |
|  |             |                     | Alianza Atlético (t. s.) | Alianza Atlético (t. s.) | 2           |             |       |       |  |
|  | 2           | Sport Chavelines    | Alianza Atlético (t. s.) | Alianza Atlético (t. s.) | 2           | 2           |       |       |  |
|  | 2           | Sport Chavelines    |                          |                          |             | 2           |       |       |  |
|  | 3           | Alianza Atlético    | 4                        |                          |             |             |       |       |  |
|  | 3           | Alianza Atlético    | 4                        |                          |             |             |       |       |  |
|  |             |                     |                          |                          |             |             |       |       |  |

### Semifinales
| 23 de diciembre de 2020, 15:00 | Sport Chavelines                         | 2:4 (1:0) | Alianza Atlético                                         | Estadio San Marcos, Lima      |                               |
|                                | Orejuela 37' (pen.) · Giménez 89' (pen.) | Reporte   | Perlaza 51' (pen.) · Lugo 74' · Ganoza 77' · Barreda 81' | Árbitro(s): Miguel Santiváñez | Árbitro(s): Miguel Santiváñez |

| 23 de diciembre de 2020, 18:30 | Unión Huaral              | 3:4 (2:2, 1:1) (t. s.) | Juan Aurich                                           | Estadio San Marcos, Lima     |                              |
|                                | López 13' · Mena 83' 106' | Reporte                | Príncipe 43' (pen.) 72' · Ramírez 99' · Collante 105' | Árbitro(s): Michael Espinoza | Árbitro(s): Michael Espinoza |

### Final
| 27 de diciembre de 2020, 14:00 | Alianza Atlético                | 2:1 (0:0, 0:0) (t. s.) | Juan Aurich | Estadio Monumental, Lima |                          |
|                                | Córdoba 109' · Lugo 113' (pen.) | Reporte                | León 118'   | Árbitro(s): Joel Alarcón | Árbitro(s): Joel Alarcón |

|                                                                    |
|                                                                    |
| Campeón 2020 Alianza Atlético 1.º título Asciende a la Liga1 2021. |

## Datos y estadísticas
| Carlos López          | Unión Huaral        | 7 | 10 |
| Víctor Perlaza        | Alianza Atlético    | 7 | 10 |
| Alejandro Ramírez     | Juan Aurich         | 6 | 9  |
| Carlos Orejuela       | Sport Chavelines    | 6 | 10 |
| Matías Sen            | Comerciantes Unidos | 5 | 6  |
| Diego Carabaño        | Unión Huaral        | 5 | 10 |
| Fuente: Transfermarkt |                     |   |    |

| Kevin Lugo            | Alianza Atlético | 4 | 10 |
| Flavio Fernández      | Alianza Atlético | 3 | 5  |
| Hernán Hinostroza     | Sport Chavelines | 3 | 9  |
| Marvin Ríos           | Pirata           | 3 | 9  |
| Accel Campos          | Unión Huaral     | 3 | 10 |
| Gustavo Collante      | Juan Aurich      | 3 | 10 |
| Fuente: Transfermarkt |                  |   |    |

### Autogoles
| Fecha      | Jugador            | Minuto     | Local               | Resultado | Visitante           | Reporte |
| ---------- | ------------------ | ---------- | ------------------- | --------- | ------------------- | ------- |
| 04/11/2020 | Gustavo Collante   | 1 - 3, 86' | Santos              | 1 – 3     | Juan Aurich         | Fecha 2 |
| 11/11/2020 | Aldair Bravo       | 1 - 0, 38' | Alianza Atlético    | 3 – 1     | Sport Chavelines    | Fecha 3 |
| 17/11/2020 | Jonathan Segura    | 1 - 0, 31' | Sport Chavelines    | 2 – 0     | Juan Aurich         | Fecha 4 |
| 18/11/2020 | Luis Romero        | 1 - 1, 13' | Santos              | 3 – 4     | Unión Comercio      | Fecha 4 |
| 07/12/2020 | Pedro Diez Canseco | 1 - 1, 68' | Unión Comercio      | 1 – 1     | Alianza Atlético    | Fecha 7 |
| 11/12/2020 | Romario Alarcón    | 1 - 0, 32' | Sport Chavelines    | 4 – 1     | Cultural Santa Rosa | Fecha 8 |
| 18/12/2020 | Fidel Inolopú      | 0 - 1, 30' | Comerciantes Unidos | 2 – 3     | Unión Huaral        | Fecha 9 |

## Premios y reconocimientos
Los siguientes reconocimientos fueron anunciados en una ceremonia de gala desarrollada el 4 de mayo de 2021 en las instalaciones de la Villa Deportiva Nacional, evento que también significó el sorteo del campeonato 2021.
| Premio                | Ganador                    | Equipo           |
| --------------------- | -------------------------- | ---------------- |
| Mejor arquero del año | Ignacio Barrios            | Alianza Atlético |
| Mejor gol del año     | Cristhian Vargas           | Alianza Atlético |
| Mejor DT del año      | Jahir Butrón/Jesús Oropesa | Alianza Atlético |
| Mejor jugador del año | Kevin Lugo                 | Alianza Atlético |